# Servicio de Inspección Postal de Estados Unidos
El Servicio de Inspección Postal de Estados Unidos (del inglés: United States Postal Inspection Service (USPIS), o los Inspectores Postales (Postal Inspectors), es el brazo policial del Servicio Postal de Estados Unidos. Protege y presta apoyo a sus empleados, infraestructura y clientes mediante la pronta y transparente cumplimentación de las leyes que defienden el sistema de correos de la nación contra su uso ilegal o peligroso. Su jurisdicción abarca cualquier "delito que pueda afectar desfavorablemente o utilizar de manera fraudulenta el correo de Estados Unidos, el sistema postal o sus empleados postales". Con raíces que se remontan a finales del siglo XVIII, el Servicio de Inspección Postal es la agencia federal de policía más antigua de Estados Unidos.
Se pueden cometer aproximadamente 200 delitos federales relacionados con el correo. Por lo tanto, las actividades del Servicio de Inspección Postal son notablemente amplias y están en constante cambio. En 2021 los inspectores postales realizaron 5.141 arrestos que dieron lugar a más de 3.700 condenas, en su mayoría relacionadas con robos de correspondencia, fraude postal y el envío de drogas por paquetería. El incremento de drogas ilegales ha dado lugar a 19.000 arrestos y la incautación de 18 millones de dólares provenientes de los ingresos del tráfico ilícito de estupefacientes desde 2010. Solo en 2022 los inspectores postales realizaron más de 5.300 incautaciones, logrando sacar de las calles más de 7.700 kilos de drogas.
En 2014 el Servicio de Inspección Postal tenía 2.376 trabajadores de campo, una disminución del 44,7 % con respecto a 1995. Desde 2019 hay alrededor de 1.200 inspectores postales que están autorizados a portar armas, realizar arrestos, diligenciar órdenes de registro y emitir citaciones judiciales.

## Historia
El Servicio de Inspección Postal es el organismo de mayor antigüedad de entre todas las agencias federales de policía de las respectivas ramas ejecutiva, legislativa y judicial del gobierno de Estados Unidos. Sus orígenes se remontan a 1772, cuando el director general colonial de Correos, Benjamin Franklin, nombró por primera vez a un "supervisor" para regular y auditar el correo. Por lo tanto, los orígenes del Servicio de Inspección Postal, en parte, son anteriores a la Declaración de Independencia y, por esta razón, a los Estados Unidos mismos.
Cuando Benjamin Franklin fue nombrado director general de Correos en el marco del Segundo Congreso Continental su sistema continuó ejerciéndose. Uno de los primeros actos de Franklin como director general de correos fue nombrar a William Goddard como el primer supervisor del sistema postal norteamericano recientemente inaugurado, a cargo de inspeccionar la integridad y seguridad de las rutas postales, regular las oficinas de correos y auditar sus cuentas. Una carta de Franklin a Goddard, fechada el 7 de agosto de 1775, autorizó el uso total de 170.00 dólares para que Goddard llevara a cabo estas funciones, por lo que el 7 de agosto es reconocido como el "aniversario" del Servicio de Inspección Postal de Estados Unidos.
En 1801 el tratamiento de "supervisor" se cambió por el de agente especial (special agent). En 1830 los agentes especiales se organizaron en la Oficina de Instrucciones y Depredaciones de Correos (Office of Instructions and Mail Depredations). El Servicio de Inspección Postal ha sido la primera agencia federal de policía en utilizar la denominación de agente especial para sus funcionarios. El Congreso cambió este nombre por el de inspector de oficina de correos (post office inspector) en 1880 para diferenciar a los agentes federales de correos de la multiplicidad de "agentes especiales" que ostentan su cargo en compañías ferroviarias y diligencias. En 1954 el nombre se cambió una vez más por el de inspector de correos (postal inspector) para reflejar su relación con todas las fases del servicio de correos de Estados Unidos, y no exlusivamente con las oficinas de correos.
Durante un tiempo una de sus principales funciones fue hacer cumplir las prohibiciones de obscenidad en virtud de la Ley Comstock, que lleva el nombre del inspector de correos, Anthony Comstock.

## Jurisdicción y actividades
Como agentes de investigación y determinación de los hechos, los inspectores postales son agentes federales de policía juramentados que portan armas de fuego, realizan arrestos, entregan órdenes de registro y citaciones judiciales. Estos inspectores trabajan en estrecha colaboración con abogados norteamericanos, con las fuerzas del orden y los fiscales locales para investigar temas relacionados con correos y su puesta a disposición para juicio. Por ejemplo, en lo que respecta a todo el correo internacional, los inspectores postales trabajan en estrecha colaboración con la Oficina de Aduanas y Protección Fronteriza o con el Servicio de Inmigración y Control de Aduanas de Estados Unidos; mientras que para el correo nacional trabajan junto con agencias de policía estatal y local. Hay aproximadamente 1.200 inspectores postales trabajando en Estados Unidos y en el extranjero que hacen cumplir más de 200 leyes federales que cubren investigaciones de delitos que afectan negativamente o utilizan de manera fraudulenta el correo y el sistema de correos de Estados Unidos.
El Servicio de Inspección Postal tiene la responsabilidad de salvaguardar a más de 600.000 empleados del Servicio Postal, así como miles de millones de envíos de correspondencia transportados anualmente por todo el mundo, ya sea por tierra, mar, aire o por ferrocarril.
El Servicio de Inspección Postal fue en un momento dado la única agencia de investigación del Servicio Postal; sin embargo, con la creación de la Oficina del Inspector General del Servicio de Inspección Postal en 1996, asumieron muchas funciones que antes realizaba el Servicio de Inspección Postal. La Oficina del Inspector General realiza auditorías e investigaciones independientes. Las auditorías de los programas y operaciones de correos ayudan a determinar si los programas y operaciones son eficientes y rentables. Las investigaciones ayudan a prevenir y detectar el fraude, el despilfarro y la falta de ética profesional, y tienen un efecto disuasorio sobre los delitos postales.